# The Snow Walker
The Snow Walker (br: Desafio no Ártico) é um filme canadense, lançado em 2003, baseado no conto Walk Well, My Brother de Farley Mowat. Foi escrito e dirigido por Charles Martin Smith e estrelado por Barry Pepper, James Cromwell e Annabella Piugattuk.

## Sinopse
O ano é 1953 no norte do Canadá, Charlie (Barry Pepper) é um piloto que concorda em levar a jovem Kanaalaq (Annabella Piugattuk) até um hospital para tratar sua tuberculose. Uma pane no motor os obriga a um pouso forçado longe de socorro. Enquanto Charlie luta freneticamente contra as dificuldades Kanaalaq reage com calma e lhe ensina a sobreviver nas planícies geladas.

## Elenco
- Barry Pepper — Charlie Halliday
- Annabella Piugattuk — Kanaalaq
- James Cromwell — Walter "Shep" Shepherd
- Kiersten Warren — Estelle
- Jon Gries — Pierce
- Robin Dunne — Carl
- Malcolm Scott — Warren
- Michael Bublé — Hap